# Carlos Marzal

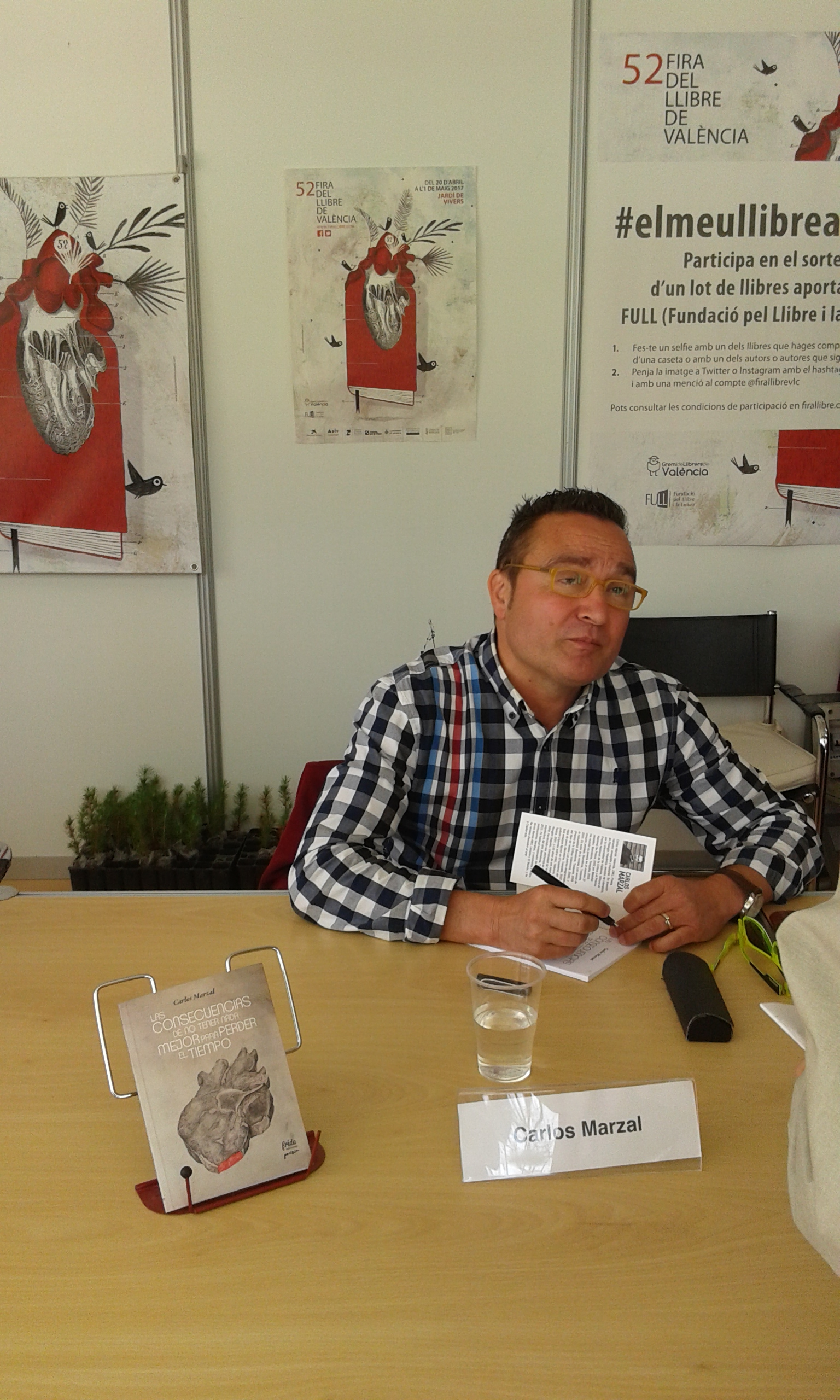
Carlos Marzal en la Feria del Libro de Valencia 2017

Carlos Navarro Marzal, conocido artísticamente como Carlos Marzal (Valencia, 1961), es un poeta español representante de la poesía de la experiencia.

## Biografía
Licenciado en Filología Hispánica por la Universidad de Valencia, codirigió la revista de literatura y toros Quites durante sus diez años de existencia.
Es representante de la poesía de la experiencia, que dominó la lírica española en los años ochenta y noventa. Numerosos críticos incluyen también en este grupo la obra de autores como Luis García Montero, Felipe Benítez Reyes o Vicente Gallego.
La obra poética de Marzal alcanza su punto de mayor éxito con la publicación de Metales pesados, poemario que tras su publicación consigue el Premio Nacional de Poesía y el Premio de la Crítica de poesía castellana. El año 2003 obtuvo el Premio Antonio Machado de Poesía y en 2004 el XVI Premio Internacional de Poesía Fundación Loewe por su obra Fuera de mí. Ha debutado en la narrativa con la novela Los reinos de la casualidad (Tusquets, 2005), considerada como la mejor novela del año por el suplemento El Cultural del periódico El Mundo.
Ha traducido del valenciano la obra poética de Enric Sòria Andén de cercanías (Pre-Textos, 1995).

## Publicaciones

### Poesía
- El último de la fiesta (Renacimiento, 1987)
- La vida de frontera (Renacimiento, 1991)
- Los países nocturnos (Tusquets, 1996)
- Poemas (Universidad de las Islas Baleares, 1997)
- Metales pesados (Tusquets, 2001)
- Poesía a contratiempo (antología a cargo de Andrés Neuman; Maillot Amarillo, 2002)
- Sin porqué ni adónde (antología a cargo de Francisco Díaz de Castro; Renacimiento, 2003)
- Fuera de mí (XVI Premio de Poesía Fundación Loewe; Visor, 2004)
- El corazón perplejo (poesía completa; Tusquets, 2005)
- Ánima mía (Barcelona, Tusquets, 2009)
- Derivaciones (Cholula, Puebla, Destrezas, 2016)
- Euforia (Tusquets, 2023)

### Aforismos
- Electrones, Cuadernos del Vigía, 2007.
- La arquitectura del aire, Tusquets Editores, 2013.
- Las consecuencias de no tener nada mejor para perder el tiempo, Frida Ediciones, 2017.

### Narrativa
- Los reinos de la casualidad (Tusquets, 2005)
- Con un poco de suerte (Diputación Provincial de Málaga, 2006)
- Los pobres desgraciados hijos de perra (Tusquets, 2011; finalista del premio Setenil)

### Ensayo
- con Fernando Manso, Manso: fenomenología de la niebla, Mecenazgo Interartístico Arte Veintiuno, 2006
- El cuaderno del polizón, Pre-Textos, 2007.
- Heptálogo para jóvenes poetas, Centro de Profesores y Recursos de Cuenca, 2009
- Los otros de uno mismo, Universidad de Valladolid, 2009.
- Sebastián Nicolau: de lo tangible y lo intangible, Valencia, Fundación Bancaja, 2010

## Premios
- Premio de la Crítica de poesía castellana (2001)
- Premio Nacional de Poesía (España) (2002)
- Premio de Poesía Antonio Machado (2003)
- XVI Premio Internacional de Poesía Fundación Loewe (2004)